# Деплешен, Эдуар

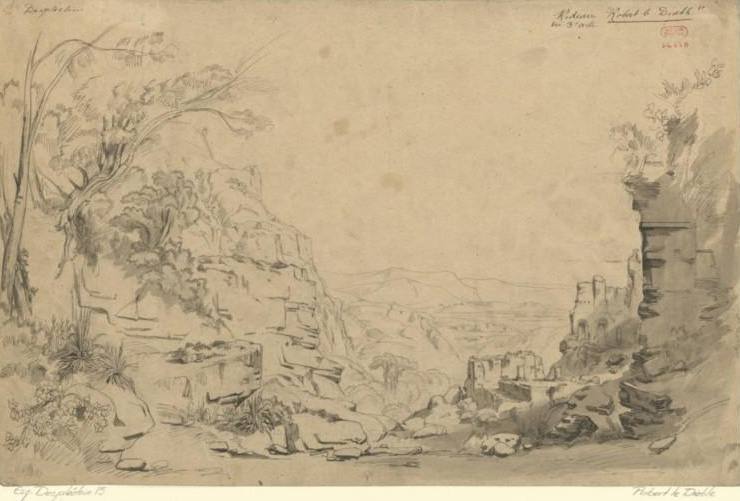
Эскиз Э. Деплешена к III акту оперы Дж. Мейербера «Роберт-Дьявол»

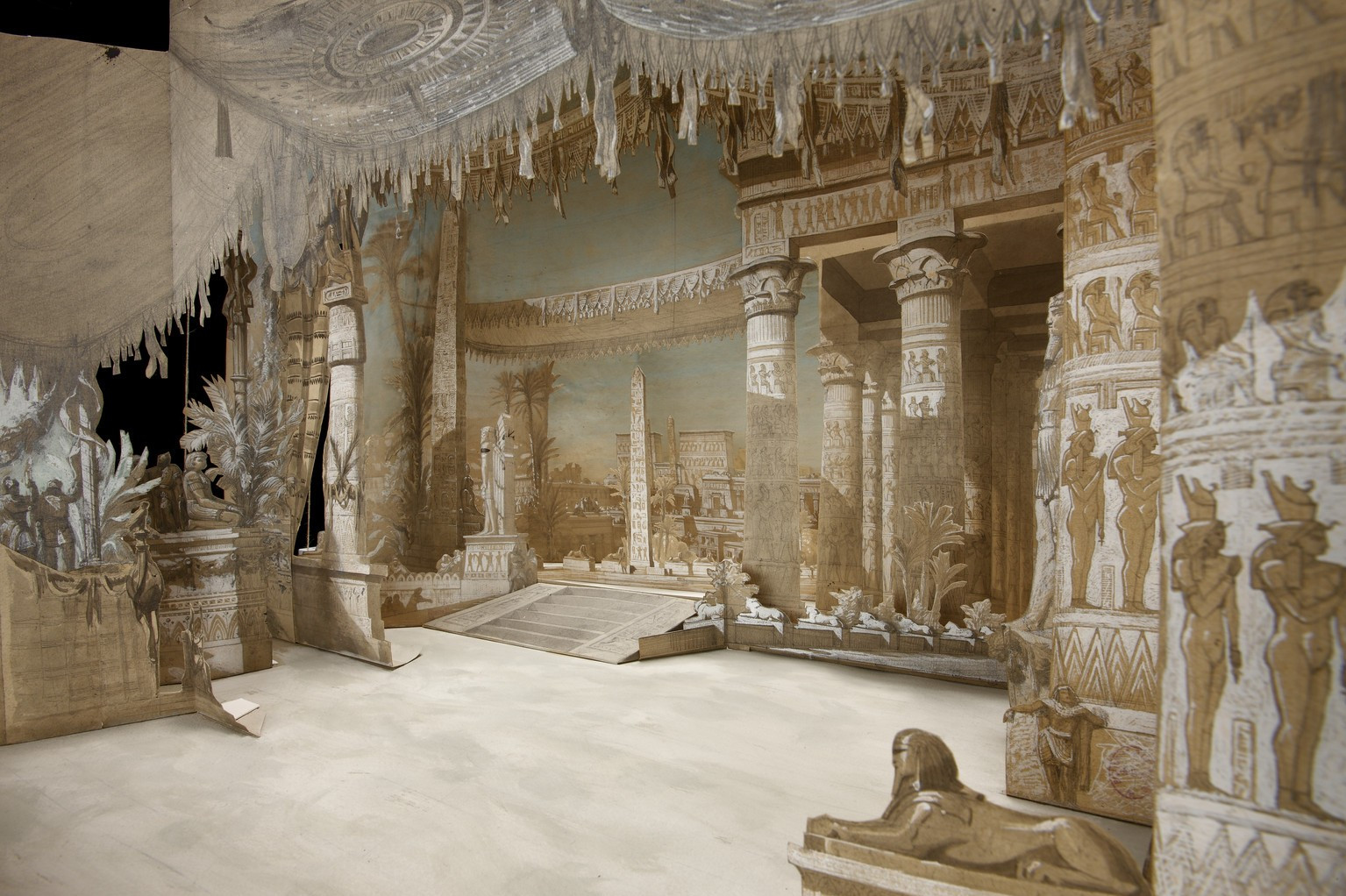
«Храм Исиды». «Храм Исиды». Декорации работы Э. Деплешена к акту III оперы Дж. Россини «Моисей в Египте»

Эдуа́р Деплеше́н (фр. Édouard Desplechin (Despléchin), 12 апреля 1802, Лилль — 1871, Париж) — французский театральный художник, один из ведущих французских сценографов и оформителей XIX столетия.

## Биография
Деплешен плодотворно работал в парижской Опере и в различных драматических театрах Парижа, создавая декорации и эскизы для театральных костюмов. Художник эпохи романтизма, он оформлял оперы таких композиторов, как Джузеппе Верди, Джакомо Мейербер, Рихард Вагнер.
После смерти художника его ателье перешло к Эжену Карпеза и Жан-Батисту Лавастру.

## Оформленные спектакли
Опера Ле Пелетье
- 1833 — «Восстание в серале»* Филиппо Тальони
- 1834 — «Буря»* Жана Коралли
- 1835 — «Остров пиратов»* Луи Анри
- 1836 — «Дева Дуная»* Филиппо Тальони
- 1839 — «Тарантул»* Жана Коралли (совместно с Л. Фошером[фр.], Ш. Сешаном и Ж. Дитерлем[фр.])
- 1844 — «Эвхариса»* Жана Коралли
- 1846 — «Пахита»* Жозефа Мазилье
- 1846 — «Бетти»* Жозефа Мазилье
- 1848 — «Маркитантка»* Артура Сен-Леона (совместно с Ш. Сешаном и Ж. Дитерлем[фр.])
- 1849 — «Скрипка дьявола[фр.]»* Артура Сен-Леона (совместно с Ж. Тьерри)
- 1849 — «Питомица фей»* Жюля Перро (совместно с А. Камбоном и Ж. Тьерри)
- 1851 — «Пакеретта[фр.]»* Артура Сен-Леона (совместно с А. Камбоном и Ж. Тьерри)
- 1853 — «Элия и Мизис»* Жозефа Мазилье (совместно с А. Камбоном и Ж. Тьерри)
- 1853 — «Жовита»* Жозефа Мазилье (совместно с А. Камбоном и Ж. Тьерри)
- 1856 — «Корсар»* Жозефа Мазилье (совместно с Ю. Мартеном, А. Камбоном и Ж. Тьерри)
- 1856 — «Эльфы»* Жозефа Мазилье
- 1857 — «Марко Спада»* Жозефа Мазилье (совместно с А. Камбоном, Ж. Тьерри и Ф. Ноло)
- 1860 — «Бабочка»* Марии Тальони (совместно с Ю. Мартеном, Ф. Ноло, О. Рубе, Ш. Камбоном и Ж. Тьери
- 1861 — «Звезда Мессины»* Паскуале Борри (совместно с Ж. Тьерри, Ю. Мартеном и А. Камбоном)
- 1864 — «Маска»* Джузеппе Рота (совместно с А. Камбоном и Ж. Тьерри)
- 1864 — «Немея»* Артура Сен-Леона (совместно с Ж.-Б. Лавастром[фр.])
- 1866 — «Ручей[англ.]»* Артура Сен-Леона (совместно с Ж.-Б. Лавастром, О. Рубе и Шапероном)
- 1870 — «Коппелия»* (совместно с А. Камбоном и Ж.-Б. Лавастром)

(*) — один из декораторов спектакля